# سییچی اوگاوا
سییچی اوگاوا (انگلیسی: Seiichi Ogawa؛ زادهٔ ۲۱ ژوئیهٔ ۱۹۷۰) بازیکن فوتبال اهل ژاپن است.
از باشگاه‌هایی که در آن بازی کرده‌است می‌توان به باشگاه فوتبال ناگویا گرامپوس اشاره کرد.